# Nagroda im. A.Kuzniecowa
Nagroda im. A.Kuzniecowa (ros. Приз Андрея Кузнецова) – prestiżowa nagroda przyznawana przez dziennik sportowy "Sport-Exspress" dla najlepszego ligowego zawodnika sezonu rosyjskiej Superligi. Nagroda została ustanowiona dla uczczenia pamięci kapitana reprezentacji ZSRR i Rosji w siatkówce, Andriej Kuzniecow, który zginął tragicznie w wypadku samochodowym we Włoszech w mieście Chieti w 1994 roku. Nagroda jest przyznawana od sezonu 1995/96.

## Zasady przyznawania nagrody
W rundzie zasadniczej i w play-off dziennikarze "Sport-Exspress" wybierają w każdym meczu trzech najlepszych graczy spotkania. Każdy z nominowanych zawodników otrzymuje na swoje konto określoną liczbę punktów w zależności od zajętego miejsca (1-3 pkt, 2-2 pkt, 3-1 pkt). W rundzie play-off punkty są podwajane.

## Laureaci
| Sezon   | Gracz                | Klub                           |
| ------- | -------------------- | ------------------------------ |
| 1995/96 | Igor Szulepow        | UEM-Izumrud Jekaterynburg      |
| 1996/97 | Igor Szulepow        | UEM-Izumrud Jekaterynburg      |
| 1997/98 | Aleksiej Kazakow     | Iskra-RWSN Odincowo            |
| 1998/99 | Siergiej Tietiuchin  | Biełogorje-Dinamo Biełgorod    |
| 1999/00 | Aleksandr Gierasimow | UEM-Izumrud Jekaterynburg      |
| 2000/01 | Aleksandr Gierasimow | UEM-Izumrud Jekaterynburg      |
| 2001/02 | Michaił Biekietow    | Iskra Odincowo                 |
| 2002/03 | Siergiej Tietiuchin  | Lokomotiw-Biełogorje Biełgorod |
| 2003/04 | Aleksiej Kuleszow    | Lokomotiw-Biełogorje Biełgorod |
| 2004/05 | Dmitrij Fomin        | Dinamo-Tattransgaz Kazań       |
| 2005/06 | Siergiej Tietiuchin  | Lokomotiw-Biełogorje Biełgorod |
| 2006/07 | Matej Kazijski       | Dinamo-Tattransgaz Kazań       |
| 2007/08 | Siergiej Tietiuchin  | Dinamo Kazań                   |
| 2008/09 | Lloy Ball            | Zenit Kazań                    |
| 2009/10 | Taras Chtiej         | Lokomotiw-Biełogorje Biełgorod |
| 2010/11 | Siemion Połtawski    | Jarosławicz Jarosław           |
| 2011/12 | Maksim Michajłow     | Zenit Kazań                    |
| 2012/13 | Dmitrij Muserski     | Biełogorje Biełgorod           |
| 2013/14 | Nikołaj Pawłow       | Gubiernija Niżny Nowogród      |
| 2014/15 | Wilfredo León Venero | Zenit Kazań                    |